# Adam Rössner
Adam Rössner (* 23. Dezember 1867 in Hünfeld; † 9. November 1942 ebenda) war ein deutscher Landwirt und Müller, der als katholischer Widerstandskämpfer Opfer des Nationalsozialismus wurde.

## Leben
Adam Rössner arbeitete als Landwirt und Müller selbstständig in Hünfeld. Er war Katholik und ein überzeugter Anhänger der Zentrumspartei. Schon in der Weimarer Republik war er politisch interessiert und engagiert. 1923 hatte er nach dem Hitlerputsch vor Adolf Hitler und seinen Anhängern gewarnt.
Nachdem 1935 die Wehrpflicht wieder eingeführt worden war, kommentierte er dies mit: „Jetzt gibt es Krieg!“. Zu Beginn des Zweiten Weltkriegs äußerte er öffentlich, dass Deutschland wegen der vielen Gegner untergehen werde. Der Klostersturm der Nationalsozialisten veranlasste ihn zu anonymen Briefen, in denen er die „Kirchenverfolgung und Kriegstreiberei“ scharf kritisierte. Auch auf Plakaten versuchte er, seine Mitbürger zum Widerstand gegen das System aufzurufen, insbesondere nachdem das örtliche Kloster der Oblaten, welche sich große Verdienste um ihre Heimat erworben hatten, von den Machthabern enteignet und die Patres vertrieben worden waren. Eines der Plakate hatte er am Ortsausgang von Hünfeld an einem Baum angebracht. Durch ein Versehen war auf der Rückseite der Name seiner Tochter zu lesen, woraufhin er von einem Hilfspolizisten angezeigt wurde.
Er wurde am 28. Juli 1941 verhaftet und am 25. Februar 1942 aufgrund des Heimtückegesetzes wegen „schwerer Schädigung des Wohles des deutschen Reiches“ zu 18 Monaten Gefängnis verurteilt. Inhaftiert war er zunächst in Kassel-Wehlheiden, nach der Verurteilung in Frankfurt-Preungesheim. Ende Oktober 1942 wurde er, schwer gezeichnet durch die Haftbedingungen, aufgrund seines Gesundheitszustandes aus der Haft entlassen. Nach wenigen Tagen zuhause verstarb er entkräftet.
Zum Gedenken an ihn trägt ein Seminarraum im nach dem Krieg wieder eröffneten Hünfelder Kloster seinen Namen. 2011 wurde in Hünfeld eine Straße nach ihm benannt.
Die katholische Kirche hat Adam Rössner im Jahr 1999 als Glaubenszeugen in das deutsche Martyrologium des 20. Jahrhunderts aufgenommen.